# Davidlivingstonia boisduvalii
Davidlivingstonia boisduvalii is een vlinder uit de familie van de Houtboorders (Cossidae). De wetenschappelijke naam van de soort werd voor het eerst gepubliceerd in 1855 door Herrich-Schäffer.
De soort komt voor in een groot deel van tropisch Afrika waaronder Senegal, Guinee, Sierra Leone, Ivoorkust, Ghana, Togo, Benin, Burkina Faso, Niger, Nigeria, Kameroen, Congo-Brazzaville, Congo-Kinshasa, Soedan, Ethiopië, Oeganda, Kenia, Burundi, Zambia, Malawi en Zimbabwe.